# Althea & Donna
Althea & Donna fou un duet jamaicà, format per Althea Rose Forrest i Donna Marie Reid. Són conegudes, sobretot, pel seu senzill de 1977 "Uptown Top Ranking", que va arribar a ser primer a les llistes del Regne Unit el 1978.

## Carrera
Les cantants adolescents jamaicanes Althea Forrest i Donna Reid – que tenien aleshores 17 i 18 anys respectivament – varen sorprendre quan la seva cançó de reggae "Uptown Top Ranking" esdevení el número 1 a les llistes del Regne Unit el febrer de 1978. Van publicar un àlbum amb el mateix nom també el 1978, amb la producció de Karl Pitterson i The Revolutionaries com a músics d'estudi al segell Front Line, subsidiari de Virgin Records. Van publicar més senzills, però mai no van tenir cap més èxit tangible. El 2001, Caroline Records va reeditar l'LP Uptown Top Ranking.

## Discografia

### Senzills
- "Uptown Top Ranking" (1977) Lightning/Joe Gibbs/Warners, (1978) Virgin (UK No. 1)[7]
- "Puppy Dog Song" (1978) Front Line
- "Going to Negril" (1978) Front Line
- "Top Rankin" (1995) Ice Town Music

### Àlbums
- Uptown Top Ranking (1978) Virgin/Front Line[8]